# Libnotes (Libnotes) univibrissa
Libnotes (Libnotes) univibrissa is een tweevleugelige uit de familie steltmuggen (Limoniidae). De soort komt voor in het Oriëntaals gebied.